# Czech Indoor Open 2004
Il Czech Indoor Open 2004 è stato un torneo di tennis facente parte della categoria ATP Challenger Series nell'ambito dell'ATP Challenger Series 2004. Il torneo si è giocato a Praga in Repubblica Ceca dal 22 al 28 novembre 2004 su campi in sintetico indoor.

## Vincitori

### Singolare
Tuomas Ketola ha battuto in finale  Lukáš Dlouhý con il punteggio di 1–6, 6–4, 6–3

### Doppio
Lukáš Dlouhý /  Igor Zelenay hanno battuto in finale  Jan Minář /  Jaroslav Pospíšil con il punteggio di 6–3, 3–6, 7–6(5)